# Liste der Ortspyramiden im Landkreis Meißen
Die Liste der Ortspyramiden im Landkreis Meißen bietet einen Überblick der aktuellen und ehemaligen drehbaren Pyramiden in den Städten und Gemeinden des Landkreises Meißen auf öffentlichen Plätzen. Die ursprünglich für den häuslichen Gebrauch angefertigten Weihnachtspyramiden werden seit den 1930er-Jahren auch als große Freilandpyramiden hergestellt. Sie sind fester Bestandteil des Brauchtums im sächsischen Erzgebirge, dessen Vorland sowie auch in Teilen des sächsischen Vogtlandes. Aufgrund zur geographischen Nähe zum Erzgebirge befinden sich die wenigen Ortspyramiden im Landkreis Meißen eher im südwestlichen Teil (Umland von Nossen und Lommatzsch).

## Aktuelle Ortspyramiden
Die folgende Tabelle bietet einen Überblick über die in den Grenzen des Landkreises Meißen existierenden Großpyramiden, die von den Städten und Gemeinden, mit deren Genehmigung bzw. auf deren oder gemeinschaftlicher Initiative aufgestellt wurden.
| Abbildung                    | Ort                  | Standort                                                                                      | Baujahr | Geschichte |
| ---------------------------- | -------------------- | --------------------------------------------------------------------------------------------- | ------- | --- |
| Ortspyramide Görna           | Görna (Käbschütztal) | nahe der Bushaltestelle 51° 7′ 48,67″ N, 13° 23′ 30,75″ O                                     | 2005    | Dreistufige Pyramide. |
| Ortspyramide Leuben (Nossen) | Leuben (Nossen)      | bei der Bushaltestelle "Leuben, Gasthof" neben der Bäckerei 51° 9′ 43,47″ N, 13° 17′ 41,02″ O |         | Dreistufige Pyramide. |
| Ortspyramide Nossen          | Nossen               | Markt, Einmündung Bismarckstraße 51° 3′ 29,97″ N, 13° 17′ 58,28″ O                            | 2009    | Dreistufige, 5,50 Meter hohe Pyramide mit gesägten Figuren. Auf der unteren Ebene befinden sich Figuren der Christgeburt. Die mittlere Etage ist mit einer Eisenbahn und einer Frau mit Kind bestückt. Zwei Bergmänner und ein Hunt befinden sich auf der oberen Ebene.                       |
| Ortspyramide Staucha         | Staucha (Stauchitz)  | nahe der Kirche, Parkplatz Bäckergasse 51° 13′ 19,11″ N, 13° 13′ 17,75″ O                     |         | Pyrmidengestell mit Flügelrad ohne Drehteller und Figuren. Das Pyramidengestell wurde um einen großen Stein herum errichtet. |
| Ortspyramide Ziegenhain      | Ziegenhain (Nossen)  | vor der Freiwilligen Feuerwehr 51° 8′ 12,8″ N, 13° 18′ 27,79″ O                               | 2013    | Dreistufige Pyramide. Auf der unteren Etage befinden sich Herr Fuchs und Frau Elster und ein von drei Rentieren gezogener Schlitten mit einem Weihnachtsmann. Die mittlere Etage ist mit Figuren bestückt, die ortstypischen Tätigkeiten nachgehen. Auf der oberen Etage steht ein Engelchor. |